# Mark Priestley
Mark Damien Priestley (Perth, 9 augustus 1976 – Sydney, 27 augustus 2008) was een Australisch acteur. 
In 1999 studeerde Priestley af aan het National Institute of Dramatic Art. Hij maakte zijn televisie-debuut in het daaropvolgende jaar in de serie Water Rats. Zijn doorbraak kwam er na een rol in de serie The Farm waar hij kon samenwerken met regisseur Kate Woods, die hem vervolgens een rol gaf in Changi. Het bekendste werd hij door zijn rol van Dan Goldman in de ziekenhuisserie All Saints: Medical Response Unit, die hij tot aan zijn dood zou vertolken. 
Op 27 augustus 2008 beroofde Priestley zichzelf van het leven door uit het raam van zijn hotelkamer in Sydney te springen.

## Filmografie

### Films
- Loot (televisiefilm, 2004) - McLachlan
- Blurred (2002) - Calvin
- Marriage Acts (televisiefilm, 2000) - Dan Hawkins
- Better Than Sex (2000) - Man A

### Televisieseries
- All Saints: Medical Response Unit (2001, 2005-2008) - Dan Goldman (134 afleveringen)/Julian Day (1 aflevering)
- The Secret Life of Us (2004-2005) - Marcus Nelson (5 afleveringen)
- Blue Heelers (2004) - Brucey (1 aflevering)
- Changi (2001) - John "Curley" Foster (6 afleveringen)
- The Farm - Johnno McCormick (1 aflevering)
- Water Rats (2000) - Luke Harris (1 aflevering)